# Museu do Mar da Galiza
O Museu do Mar da Galiza ou Museo do Mar de Galicia é um centro cultural e científico dedicado ao mar, inaugurado em Junho de 2002 situado em Punta do Muíño, na freguesia de Alcabre, em Vigo, na Galiza. O conselho de administração do museu é composto pela Conselheria da Cultura do Governo Galego, pelo Consórcio da Zona Franca de Vigo e pela Câmara de Vigo.

## Arquitetura
Foi desenhada pelo arquitecto galego César Portela e pelo italiano Aldo Rossi e executada só por Portela após a morte deste último. A construção tem por base a estrutura da antiga fábrica de conservas de Alcabre, e um antigo castro galaico.
É composto por três edifícios: um edifício principal, um secundário com acesso por passadiço, o aquário e um pequeno restaurante. Na envolvente existe ainda um farol com estrutura metálica e um quebra-mar.
À entrada, existe uma pequena descida empedrada, ladeada por duas fileiras de árvores e num dos lados desta encontra-se um mural policromado feito em grés de Burela, idealizado por Francisco de Sales Covelo e interpretado em 2003 por Isaac Díaz Pardo na fábrica do Grupo Sargadelos em Cervo.
O edifício recebe visitas de estudantes de arquitetura de diversos países, e albergou a maior exposição sobre a obra de Antonio Palacios e os seus planos para a cidade de Vigo.

## O Museu
Os edifícios acolhem a exposição permanente do museu, acolhendo também diversas exposições temporárias sobre temas muito variados, tanto quanto possível relacionados com o mar.
- O primeiro edifício contém a recepção, onde se processam os bilhetes, e uma pequena loja para venda de produtos relacionados com o mar e lembranças, as salas de exposições temporárias, e as primeiras salas da exposição permanente, que seria o "Gabinete do Naturalista", a "Homenagem ao desastre do Prestige" e a "Exploração do mundo subaquático", juntamente com algumas peças isoladas, sobretudo fotografias da zona piscatória de Vigo e maquetes de diversas embarcações.[5]

- O acesso ao segundo edifício é feito através de um passadiço envidraçado que permite avistar o forte de Alcabre e a Ria de Vigo. Nela existe uma ampla sala com vários blocos temáticos, incluindo barcos tradicionais, indústria conserveira e indústria baleeira.[5]

- No edifício do Aquário existe uma pequena exposição da fauna que habita a Ria de Vigo, desde a costa até às Ilhas Cíes, entre outras espécies, vários squaliformes, douradas, linguados...

## Oferta cultural
O Museu do Mar da Galiza possui uma extensa oferta cultural, que assenta sobretudo em atividades oferecidas a escolas e famílias. Tem uma das mais completas exposições permanentes de Vigo, a par de exibições temporárias relacionadas com o mundo do mar e a pesca, aquicultura e métodos de conservação, desde a primitiva salgadura até aos modernos métodos de congelamento, passando também pelos avanços técnicos nas embarcações ou na biologia marinha.
Os visitantes podem participar num conjunto de oficinas educativas dirigidas a crianças e pais, bem como em visitas escolares e associativas. Podem abranger diversos temas, desde “O naturalista do século XIX” até à “Cultura Marítima da Galiza”.
Para além destas oficinas, os visitantes podem participar em eventos como a alimentação dos peixes do Aquário em datas designadas, ou em atividades realizadas exclusivamente para exposições temporárias, como visitas guiadas ou oficinas especiais.
Além disso, o próprio Museu participa numa série de atividades de investigação como "A memória do mar", o projeto Nêuston ou o Encontro de embarcações tradicionais da Galiza.

## Centros relacionados
O museu coordena também o Centro Arqueológico de Salinae, que alberga os restos de uma salina da Galécia romana (a salina de evaporação mais antiga do mundo) juntamente com um pequeno centro de interpretação, que descreve brevemente o papel do sal em Roma e as características do local.

## Galeria de imagens

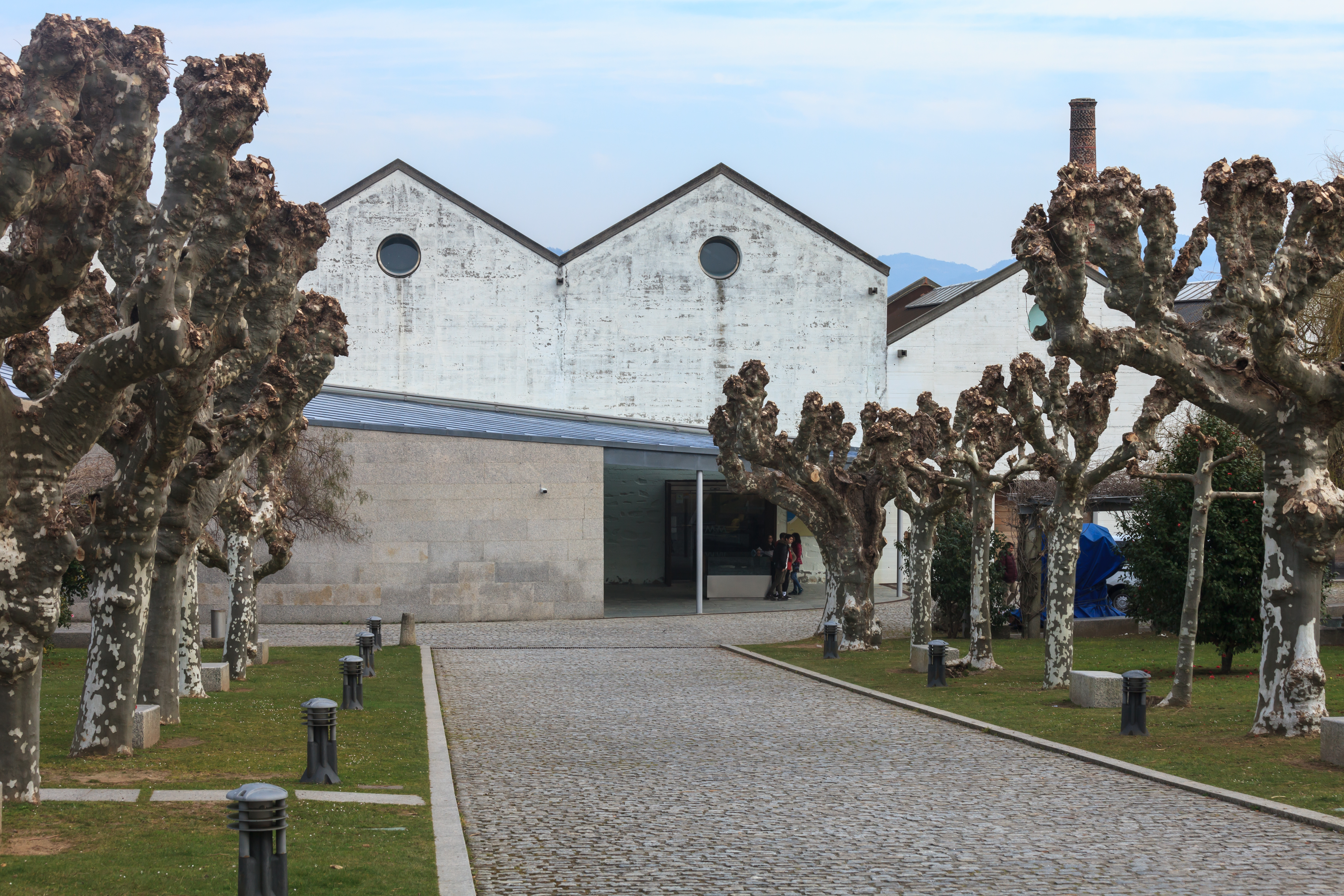
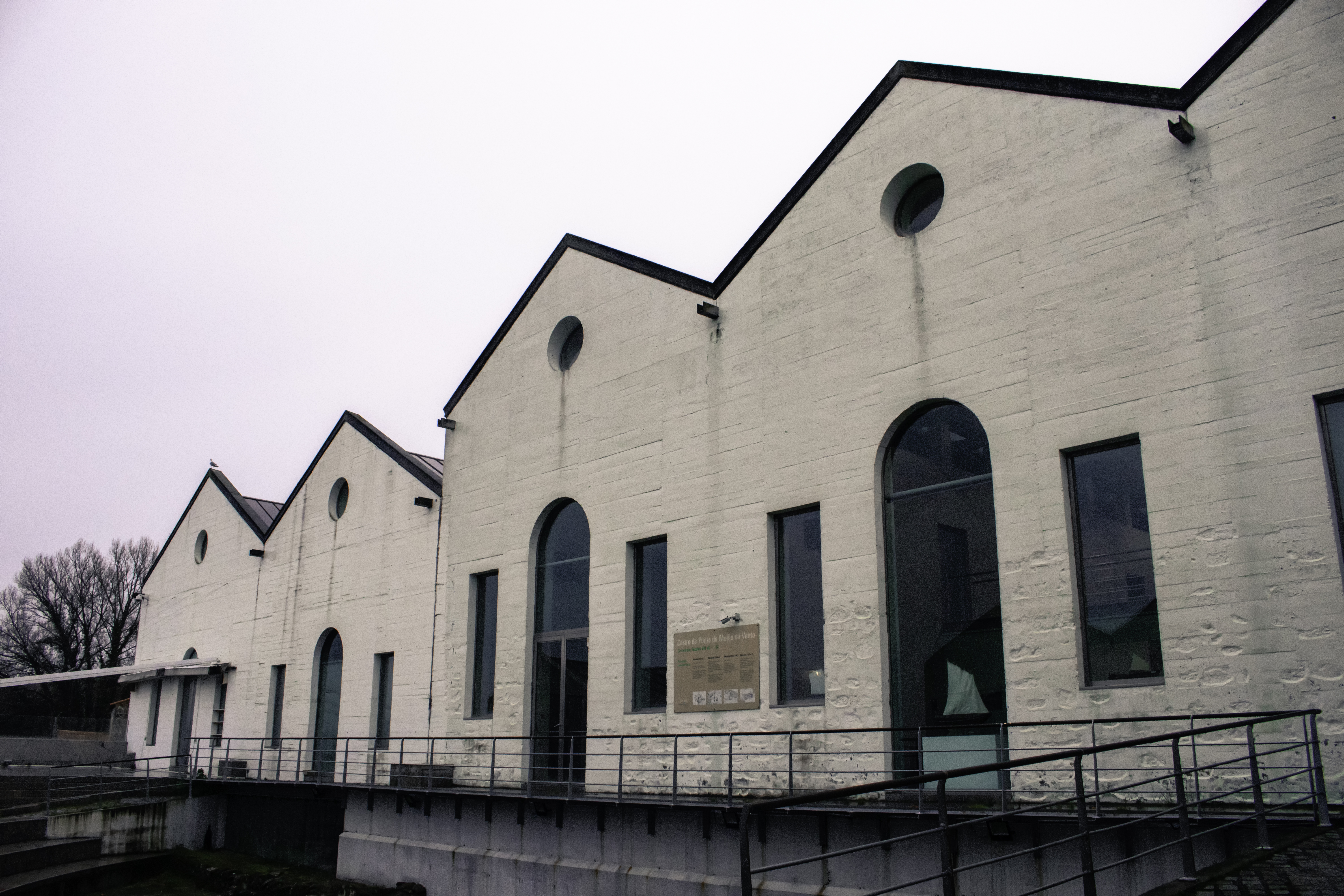
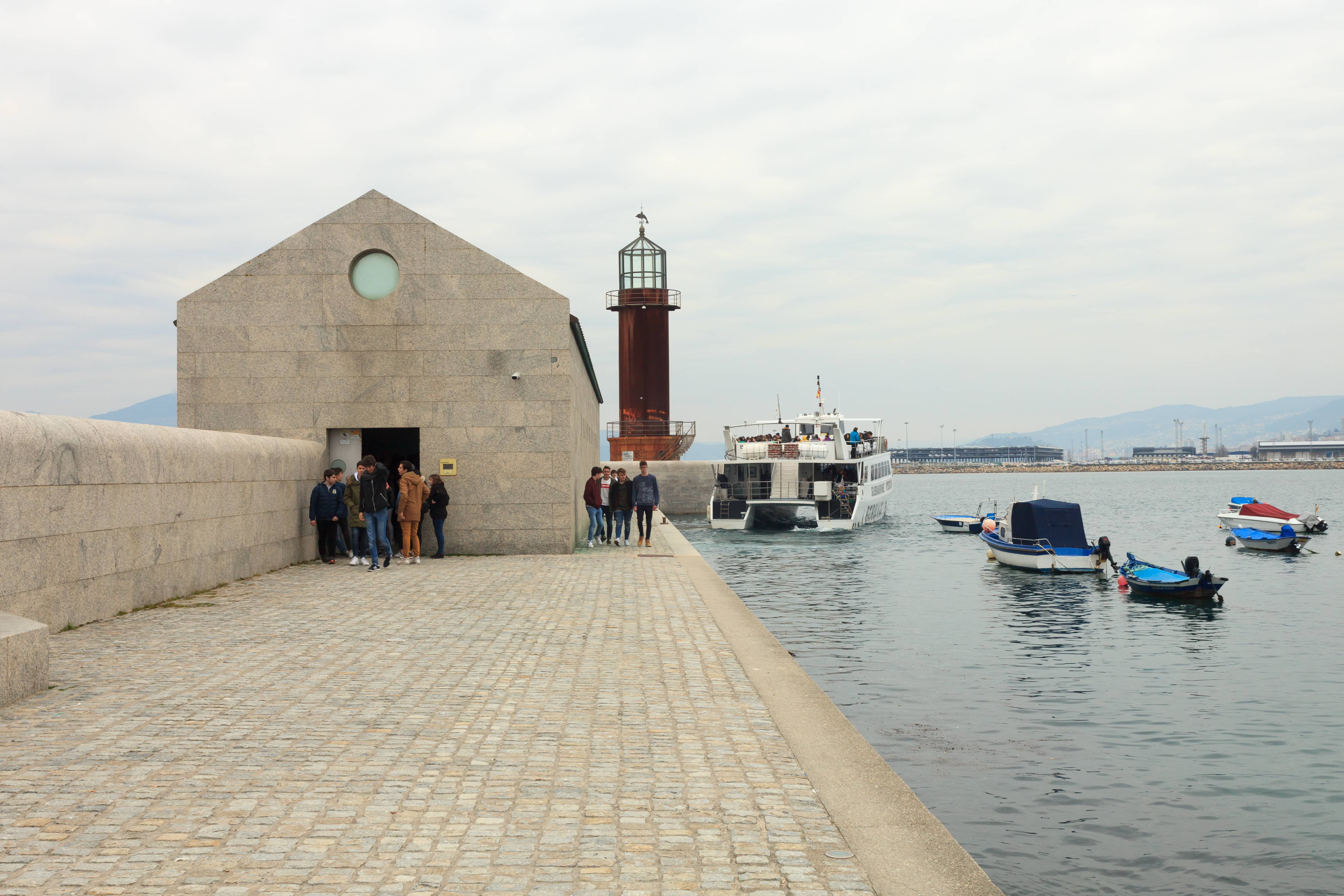
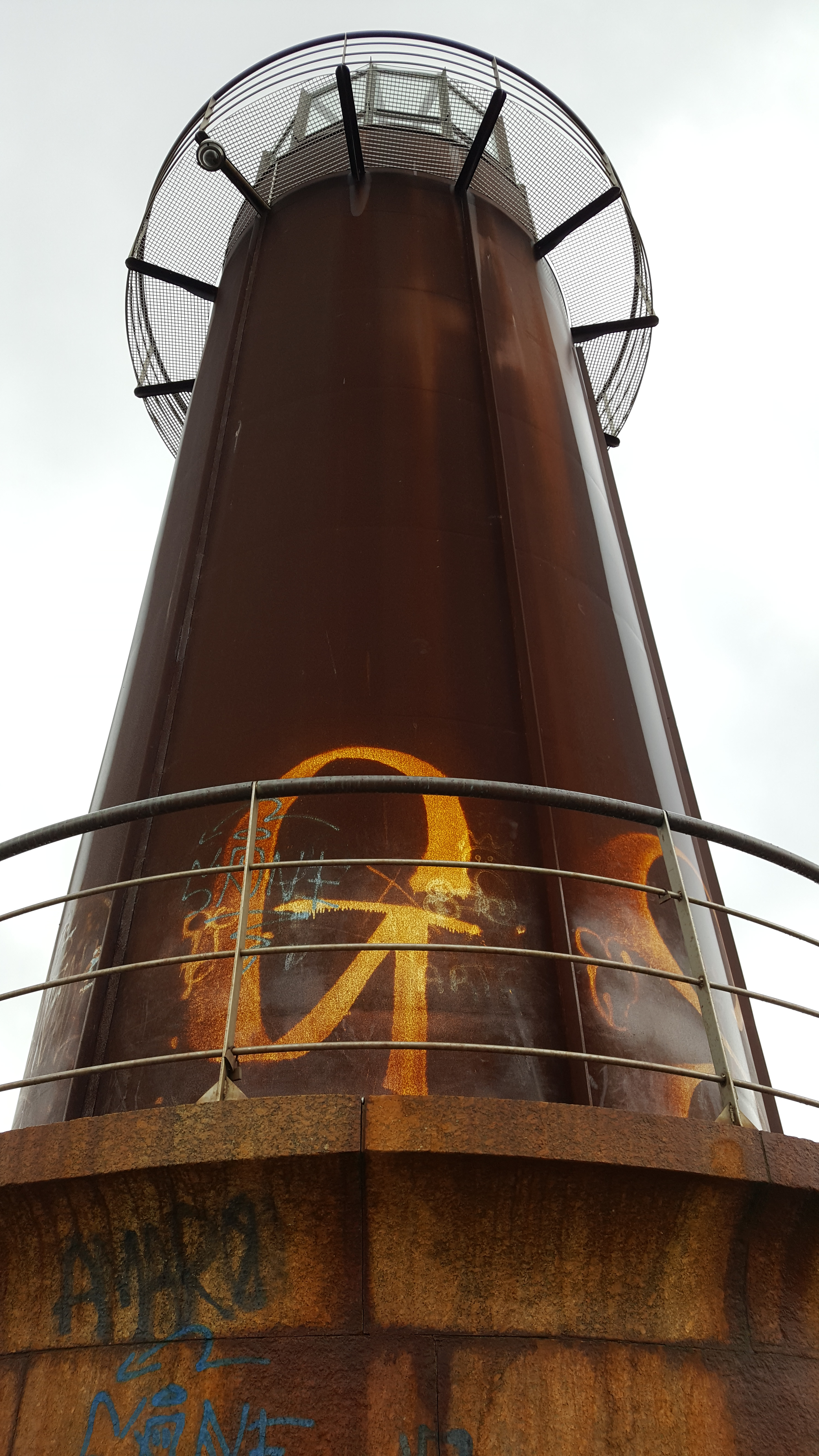
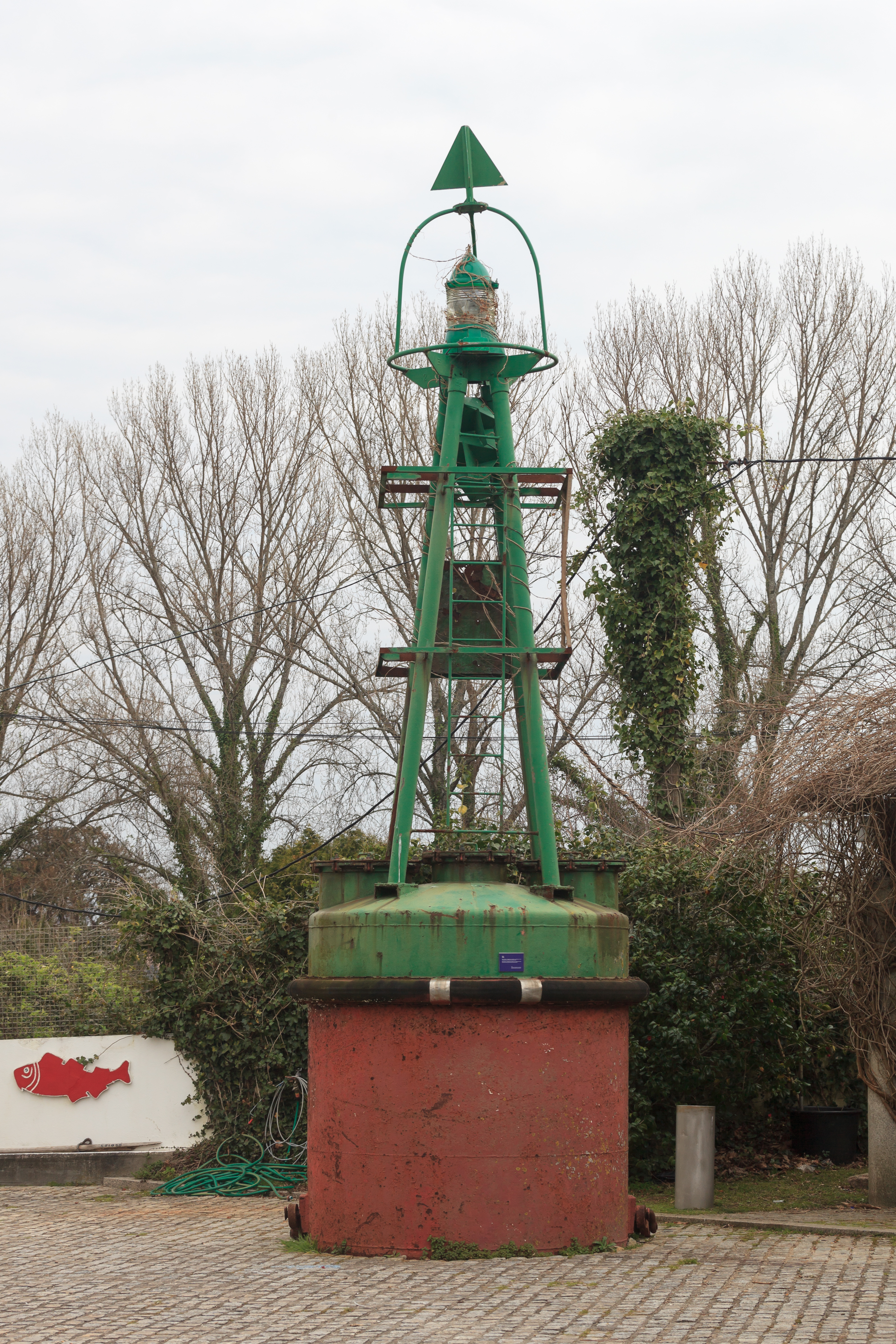
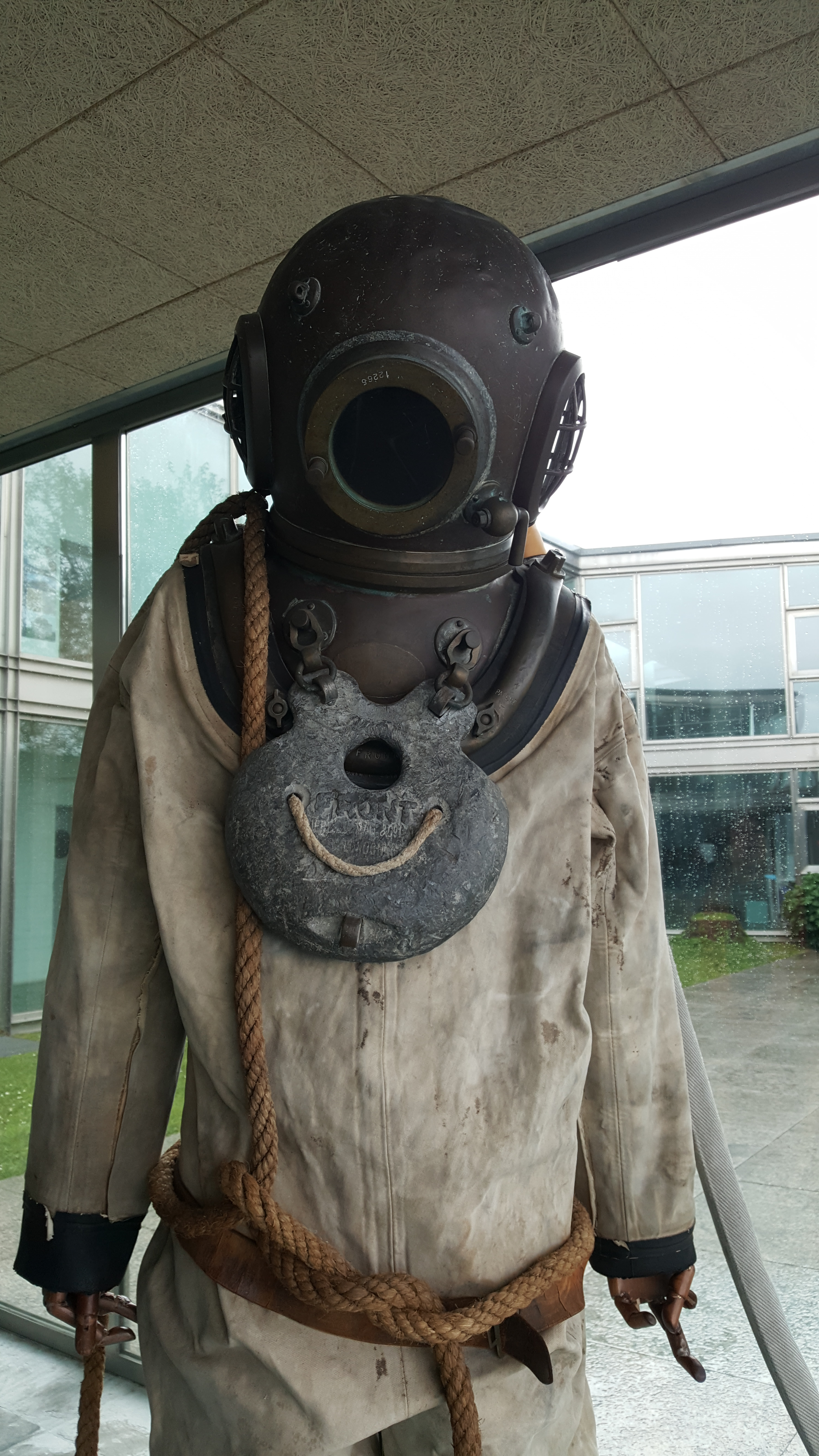
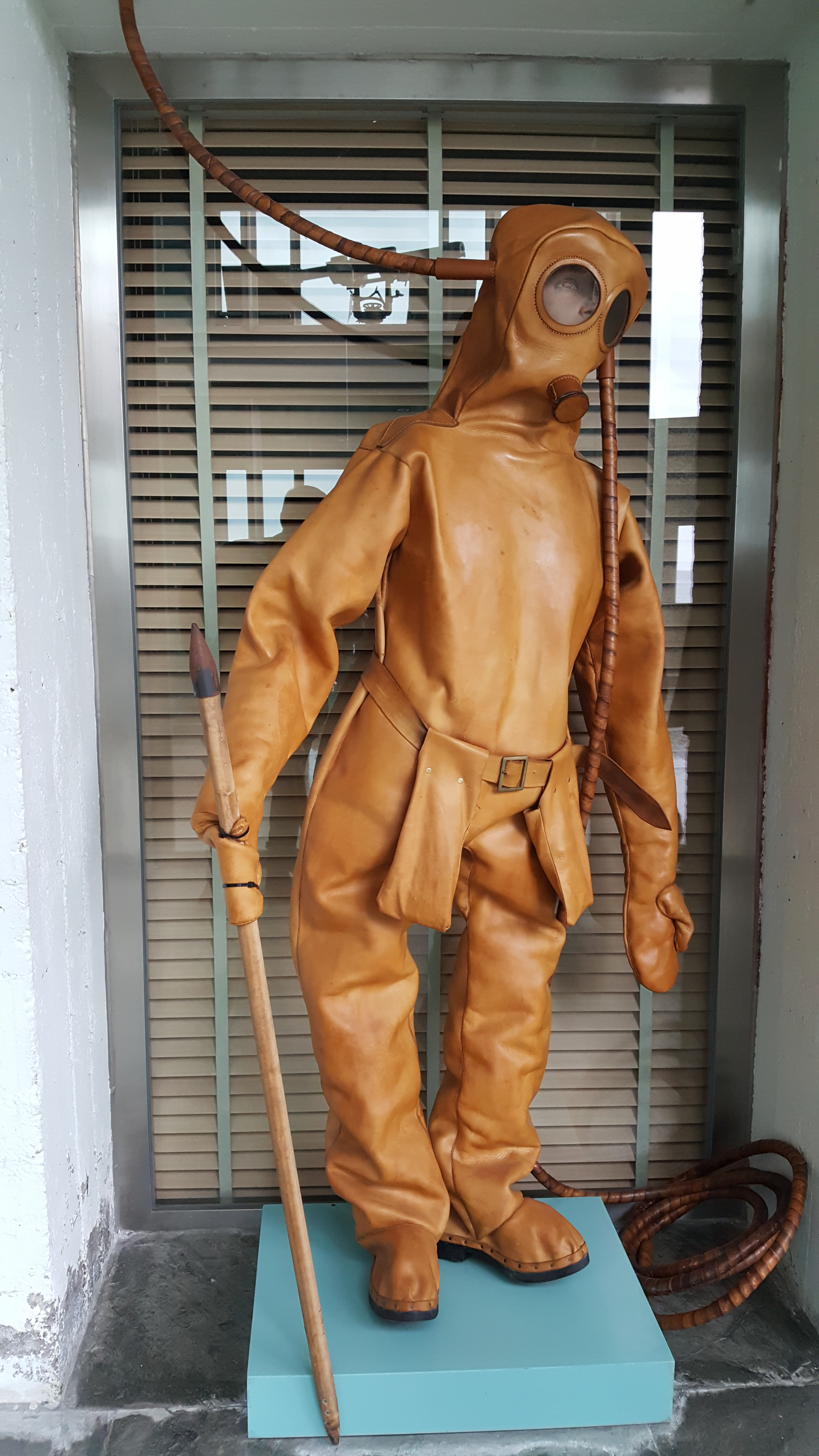
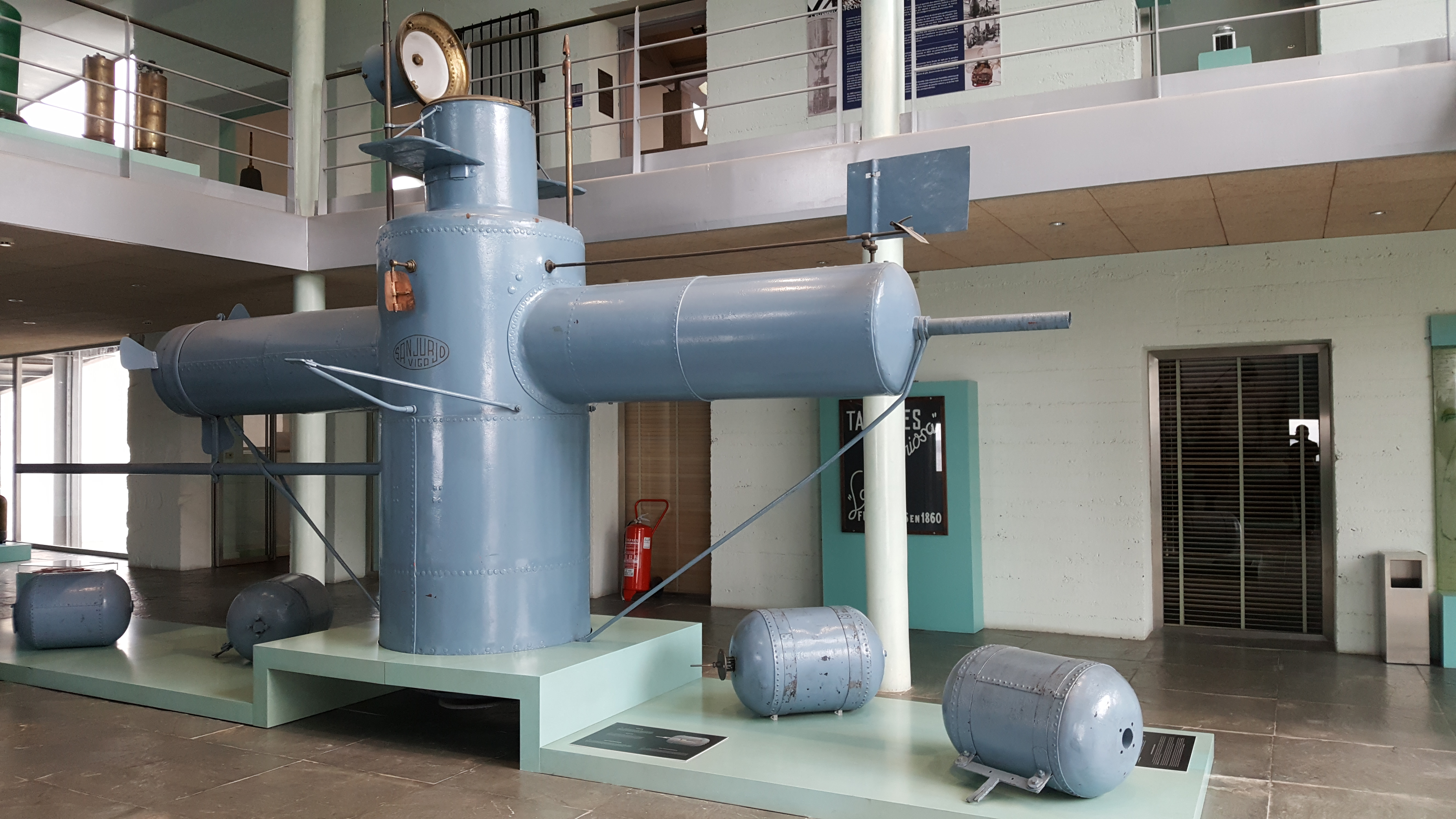
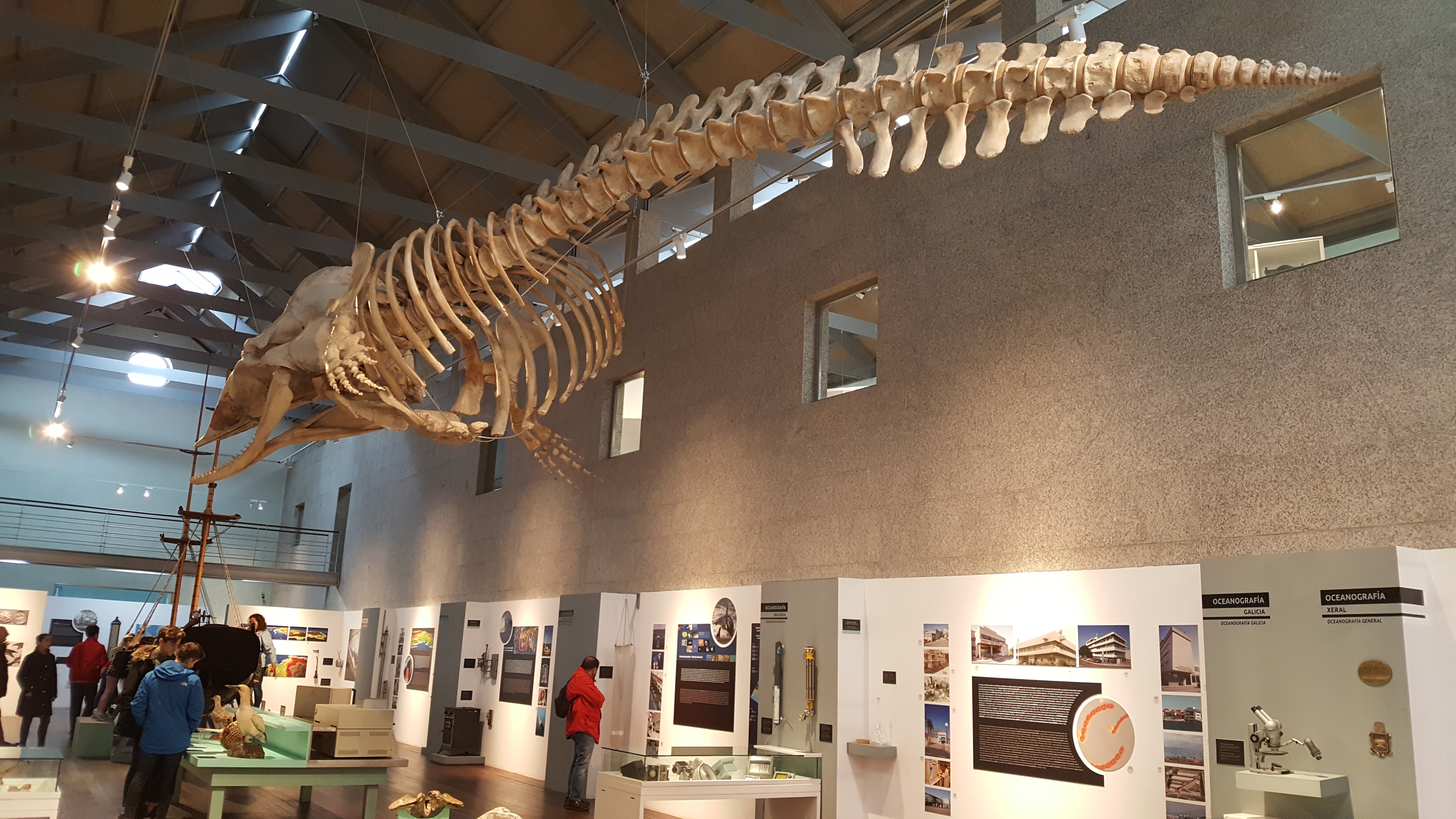
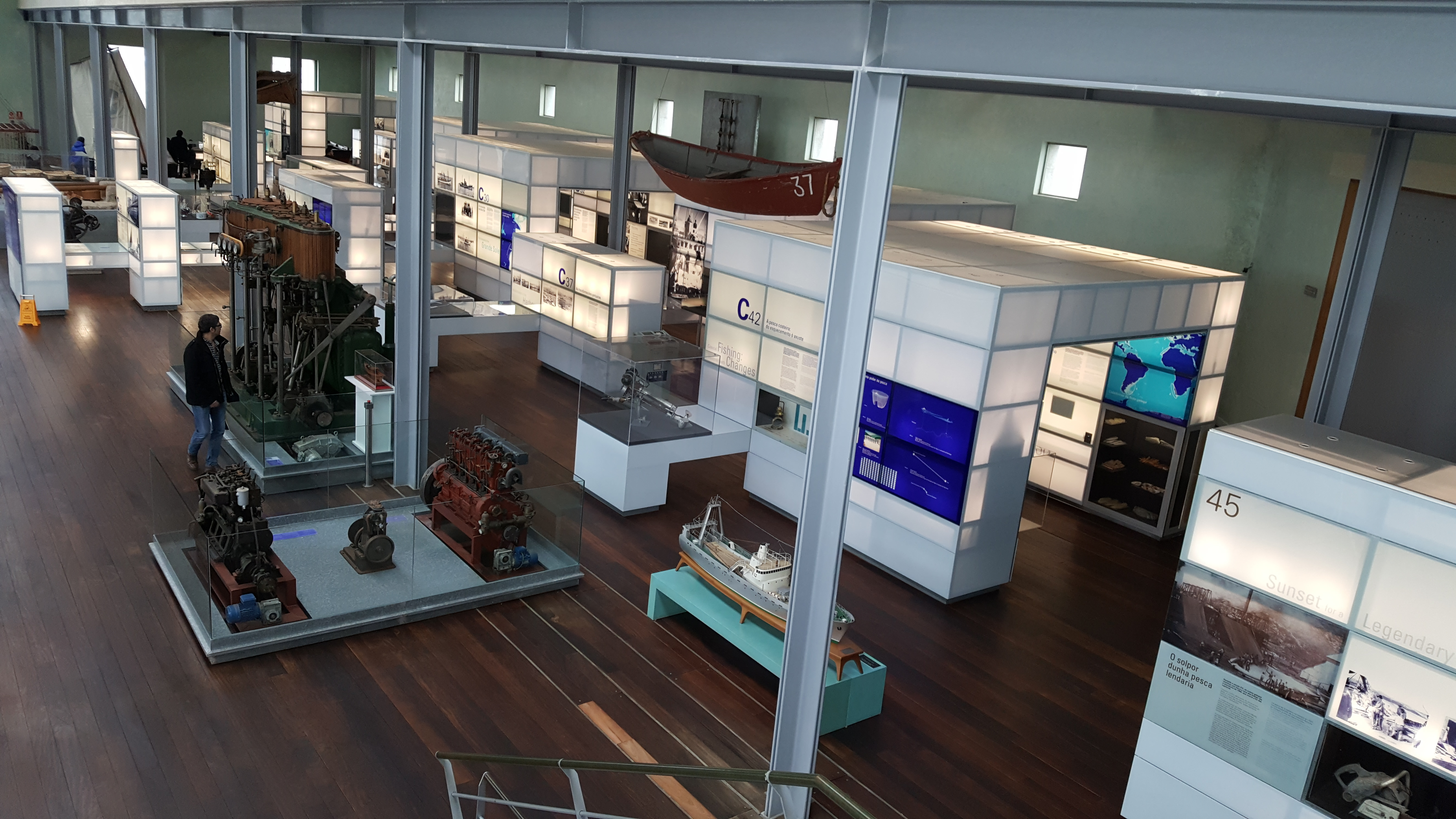
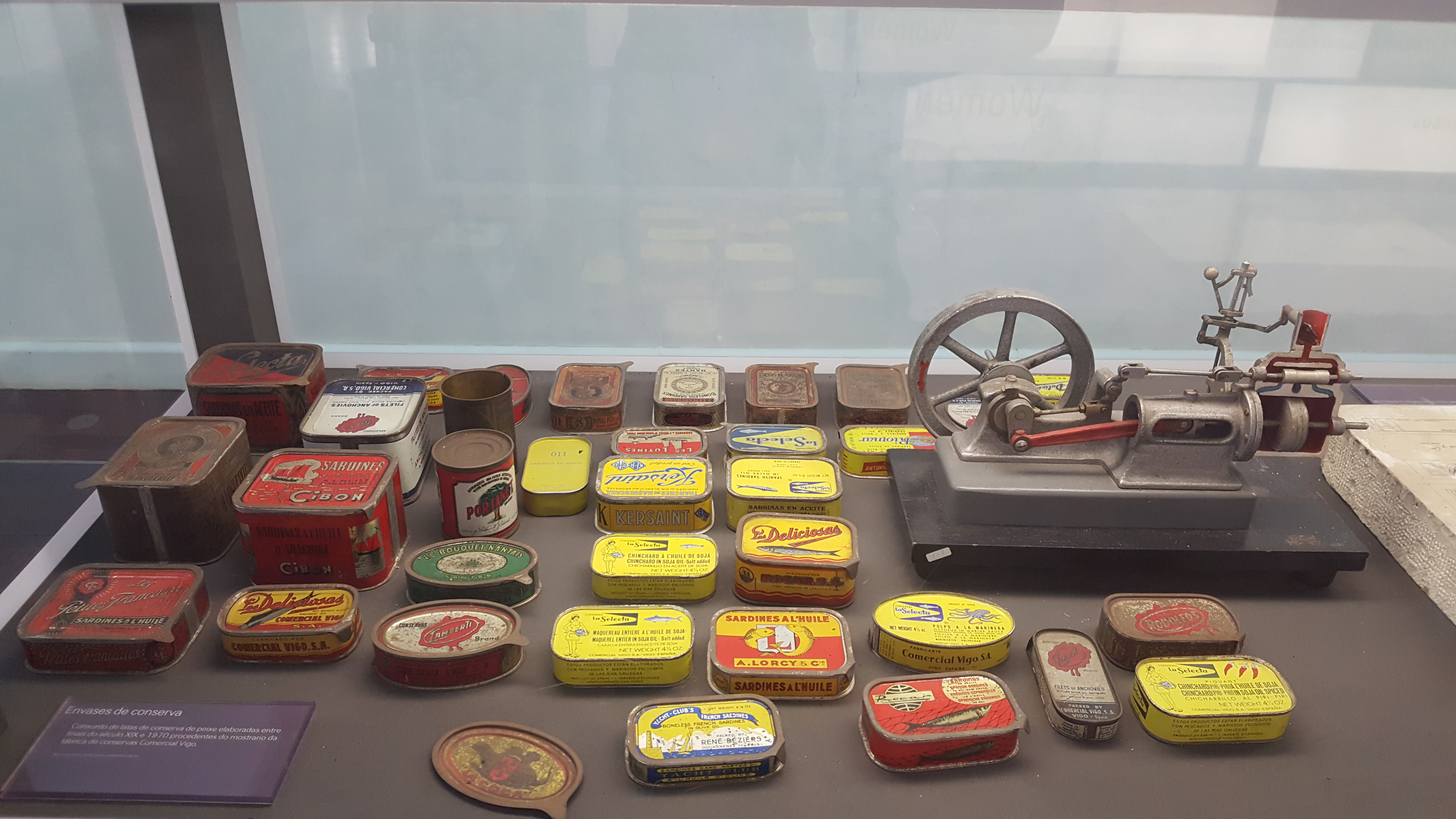
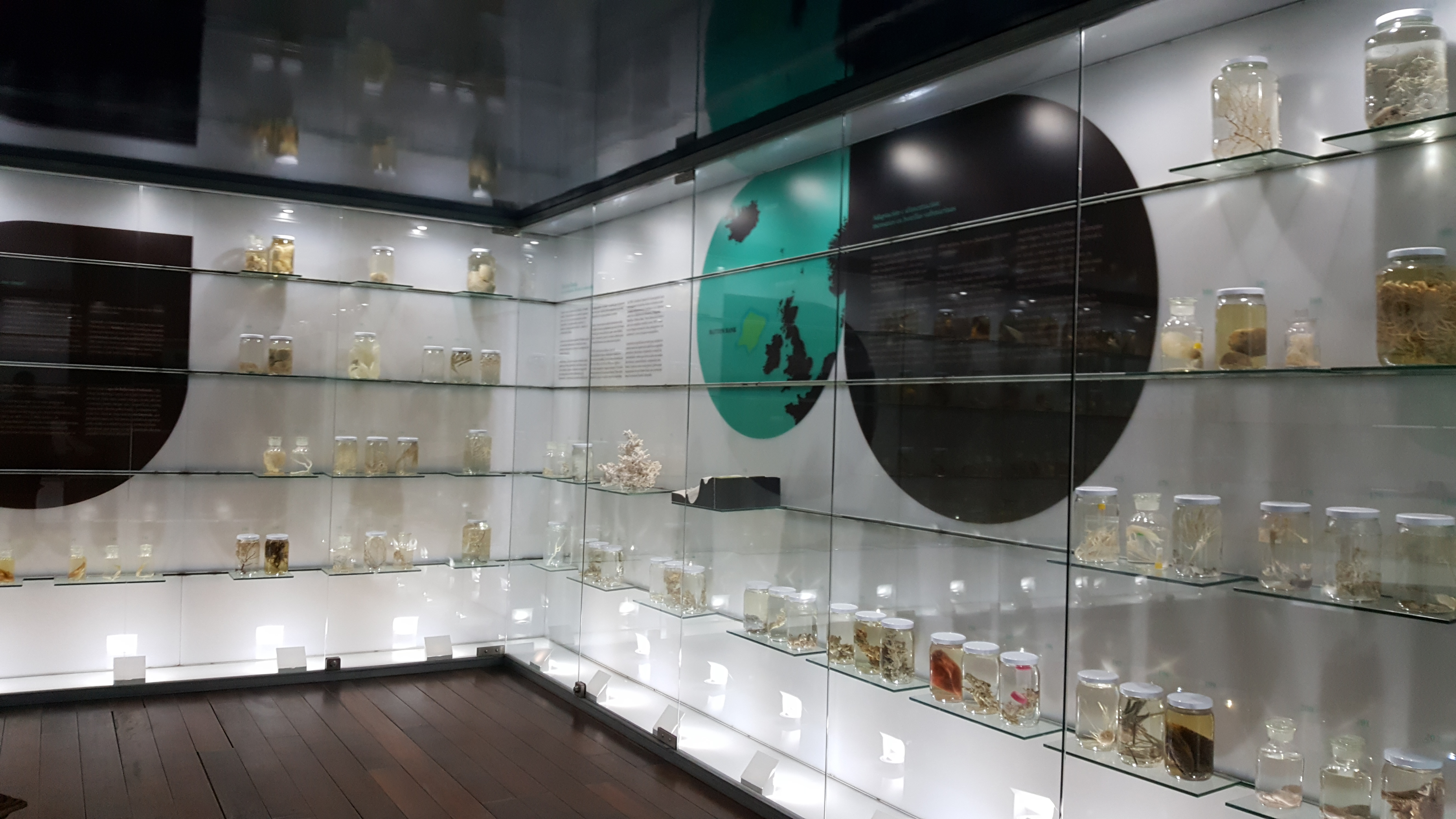
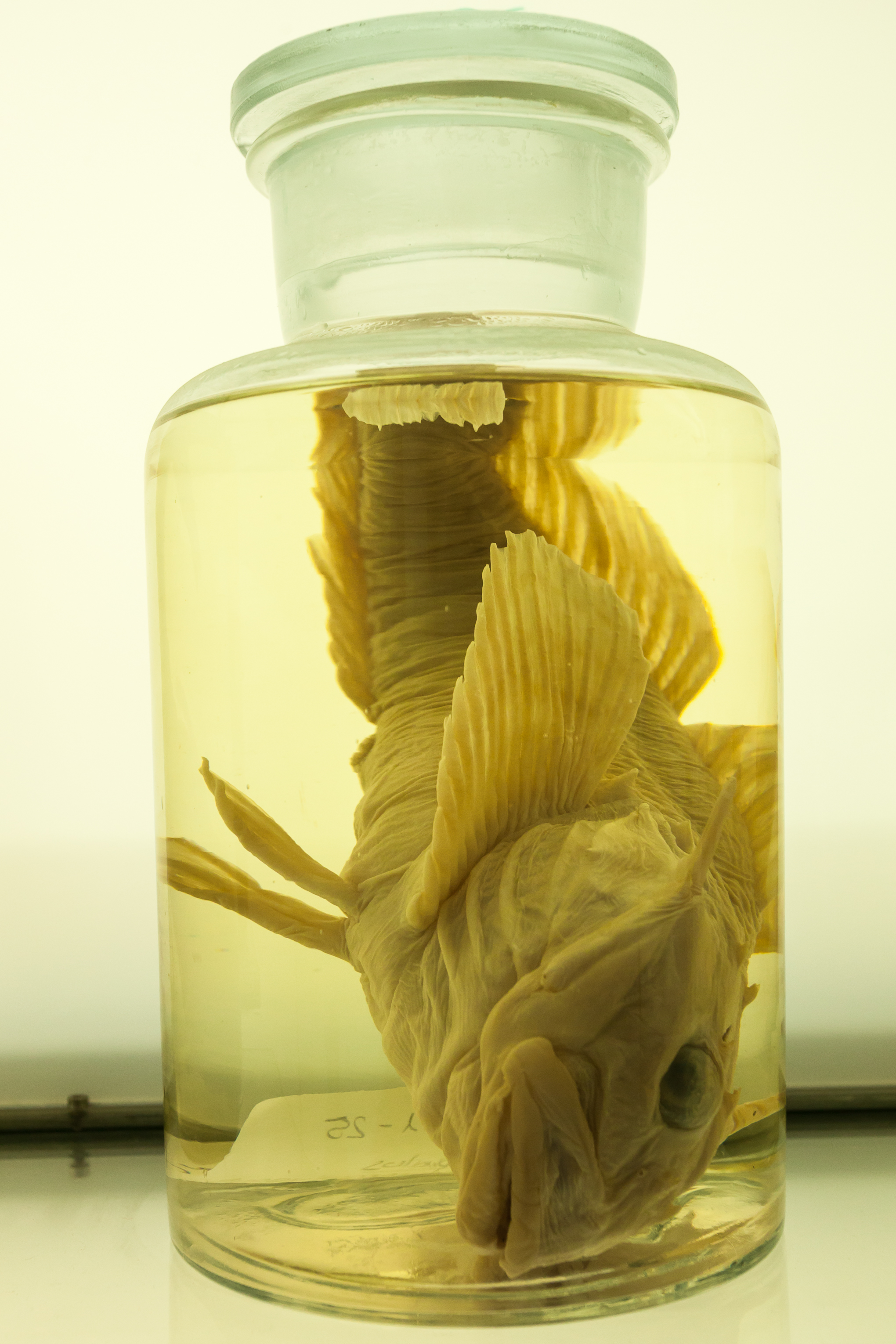
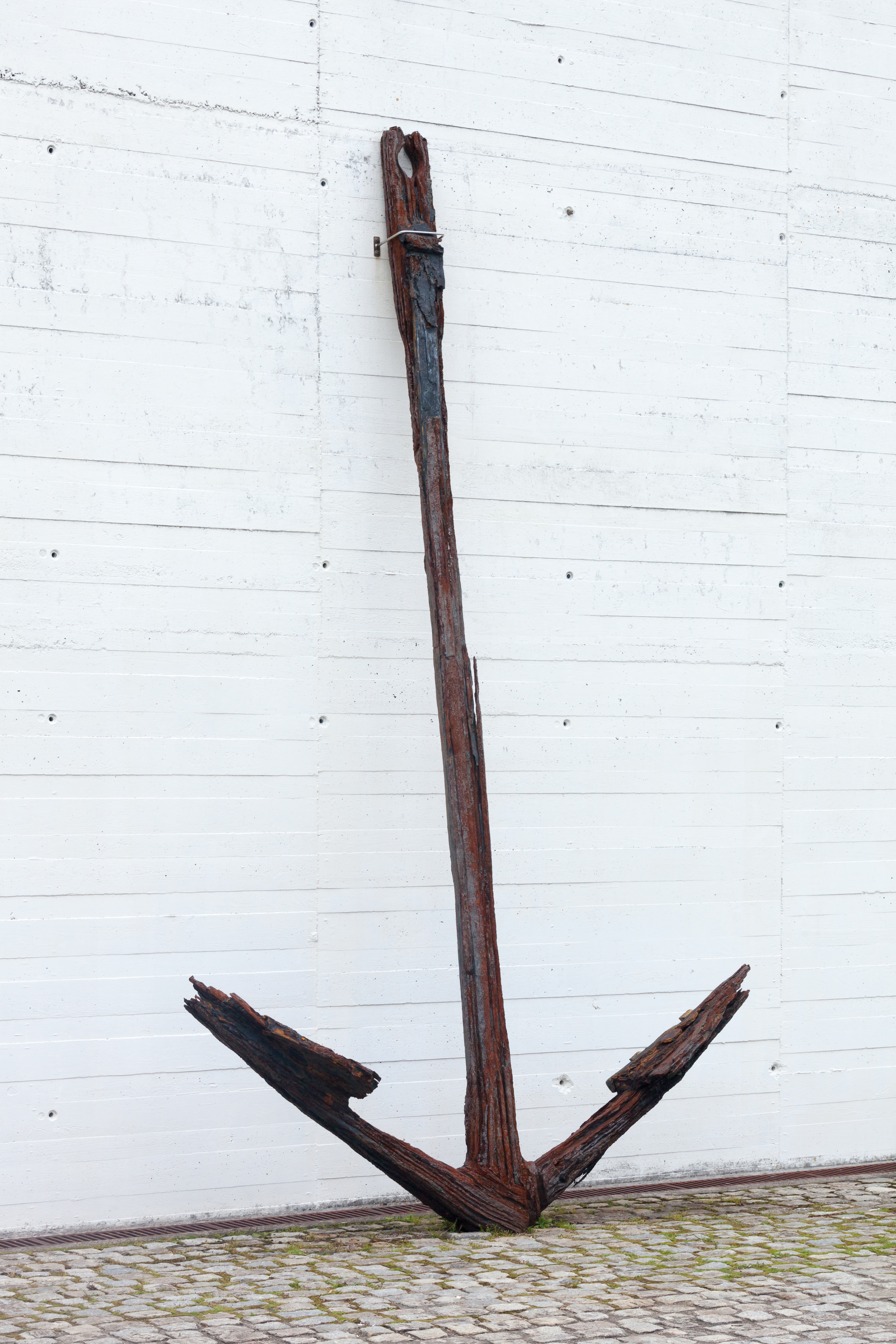